# Gyrateur

Symbole proposé par Bernard Tellegen pour son gyrateur

Un gyrateur est un bloc fonctionnel passif, linéaire, sans pertes, proposé en 1948 par Bernard Tellegen comme cinquième élément linéaire hypothétique après la résistance, le condensateur, la bobine et le transformateur idéal. Contrairement aux quatre éléments conventionnels, le gyrateur est non réciproque. Il permet la synthèse des filtres linéaires de dispositifs à deux ou plusieurs ports qui ne peuvent pas être réalisés avec seulement les quatre éléments conventionnels. En particulier, les gyrateurs permettent la réalisation en réseau d'isolateurs et de circulateurs. Ils ne modifient cependant pas la gamme de dispositifs à un seul port réalisables. Bien que le gyrateur ait été conçu comme un cinquième élément linéaire, son adoption rend le transformateur idéal ainsi que le condensateur ou l'inducteur superflus. Ainsi, le nombre d'éléments linéaires nécessaires est réduit à trois. Des circuits fonctionnant comme des gyrateurs peuvent être construits avec des transistors et des amplificateurs opérationnels utilisant la rétroactivité.
Bernard Tellegen a proposé un symbole de circuit pour le gyrateur et a suggéré plusieurs façons d'en construire.
Une propriété importante d'un gyrateur est qu'il inverse la caractéristique courant-tension d'un composant électrique ou d'un réseau électrique. Dans le cas des éléments linéaires, l'impédance électrique est également inversée. Autrement dit, un gyrateur peut faire en sorte qu'un circuit capacitif se comporte comme une inductance, qu'un circuit LC se comporte comme un circuit LC parallèle, etc. Il est principalement utilisé dans la conception et la miniaturisation de filtres actifs.

## Origine du nom
Tellegen a nommé l'élément « gyrateur » par analogie de comportement avec le gyroscope. Celle-ci fait référence à la relation entre le couple et la vitesse angulaire du gyroscope sur les deux axes de rotation. Un couple sur un axe produit une variation proportionnelle de la vitesse angulaire sur l'autre axe, et inversement. Une analogie électro-mécanique du gyroscope faisant du couple et de la vitesse angulaire les analogues de la tension et du courant donne le gyrateur électrique.

## Comportement

Schéma du gyrateur.

Un gyrateur idéal est un quadripôle linéaire qui couple le courant d'un port à la tension de l'autre, et inversement. Les courants et tensions instantanés sont liés par :
{\displaystyle v_{2}=Ri_{1}}
{\displaystyle v_{1}=-Ri_{2}}
où {\displaystyle R} est la résistance du gyrateur.
La résistance de gyration (ou, de manière équivalente sa réciproque, la conductance électrique de gyration») a une direction associée indiquée par une flèche sur le schéma. Par convention, la résistance de gyration (ou la conductance) relie la tension sur le port situé à la pointe de la flèche au courant à sa queue. La tension à la queue de la flèche est reliée au courant à sa tête par la soustraction de la résistance indiquée. Inverser la flèche revient à annuler la résistance de gyration, ou à inverser la polarité de l'un des ports.
Bien qu'un gyrateur soit caractérisé par la valeur de sa résistance, il s'agit d'un composant sans perte. D'après les équations qui régissent le gyrateur, la puissance instantanée est identiquement nulle :
{\displaystyle P=v_{1}i_{1}+v_{2}i_{2}=(-Ri_{2})i_{1}+(Ri_{1})i_{2}\equiv 0}
Un gyrateur est un dispositif non réciproque et est donc représenté par une matrice antisymétrique  d'impédance et d'admittance :
{\displaystyle Z={\begin{bmatrix}0&-R\\R&0\end{bmatrix}}\,,\quad Y={\begin{bmatrix}0&G\\-G&0\end{bmatrix}}\,,\quad G={\frac {1}{R}}}

Schémas unifilaires. Un déphasage de 180° se produit pour les signaux se déplaçant dans le sens de la flèche et sans déphasage dans le sens inverse (normes ANSI Y32 et CEI).

Si la résistance de gyration est choisie égale à l'impédance caractéristique des deux ports (ou à leur moyenne géométrique si elles sont différentes), alors les paramètres S du gyrateur sont
{\displaystyle S={\begin{bmatrix}0&-1\\1&0\end{bmatrix}}}
qui est également antisymétrique. Ceci conduit à une autre définition d'un gyrateur : un dispositif qui transmet un signal inchangé dans le sens direct (flèche), mais inverse la polarité du signal circulant dans le sens inverse (ou, de manière équivalente déphase le signal circulant dans le sens inverse de 180°). Le symbole utilisé pour représenter un gyrateur dans les schémas unifilaires, les guides d'ondes ou les lignes de transmission est représenté par une seule ligne (voir schéma).
Comme pour une ligne quart d'onde, si l'un des ports d'un gyrateur est terminé par une charge linéaire, l'autre port présente une impédance inversement proportionnelle à l'impédance de cette charge :
{\displaystyle Z_{\text{in}}={\frac {R^{2}}{Z_{\text{load}}}}}
On peut concevoir une généralisation du gyrateur dans laquelle les conductances de gyration avant et arrière ont des amplitudes différentes, de sorte que la matrice d'admittance est 
{\displaystyle Y={\begin{bmatrix}0&G_{1}\\-G_{2}&0\end{bmatrix}}.}
Cependant, il ne s'agit plus d'un dispositif passif.

## Relation avec le transformateur idéal

Gyrateurs en cascade.

Un gyrateur idéal est similaire à un transformateur idéal : il s'agit d'un dispositif linéaire, sans perte, passif et sans mémoire à deux ports. Cependant, alors qu'un transformateur couple la tension du port 1 à la tension du port 2 et le courant du port 1 au courant du port 2, le gyrateur effectue un couplage croisé entre la tension et le courant. La mise en cascade de deux gyrateurs permet d'obtenir un couplage tension-tension identique à celui d'un transformateur idéal.
La mise en cascade de gyrateurs de résistances {\displaystyle R_{1}} et {\displaystyle R_{2}} équivaut à un transformateur de rapport de transformation {\displaystyle R_{1}/R_{2}}. La mise en cascade d'un transformateur et d'un gyrateur, ou de manière équivalente de trois gyrateurs, produit un seul gyrateur de résistance de giration {\displaystyle R_{1}R_{3}/R_{2}}.
Du point de vue de la théorie des réseaux, les transformateurs sont redondants lorsque des gyrateurs sont disponibles. Tout ce qui peut être construit à partir de résistances, de condensateurs, de transformateurs et de gyrateurs peut également être construit en utilisant uniquement des résistances, des gyrateurs et des condensateurs et des inducteurs.

### Analogie du circuit magnétique
Dans le circuit équivalent à deux gyrateurs d'un transformateur décrit ci-dessus, les gyrateurs peuvent être identifiés aux enroulements du transformateur et à la boucle reliant les gyrateurs au noyau magnétique du transformateur. Le courant électrique dans la boucle correspond alors à la vitesse de variation du flux magnétique traversant le noyau, et la force électromotrice dans la boucle due à chaque gyrateur correspond à la force magnétomotrice dans le noyau de chaque enroulement.
Les résistances de gyration sont dans le même rapport que le nombre de spires des enroulements mais, collectivement, elles n'ont pas de grandeur particulière. Ainsi, en choisissant un facteur de conversion arbitraire de {\displaystyle r} ohms par tour, une force électromotrice de boucle {\displaystyle V} est reliée à une force magnétomotrice du noyau {\displaystyle {\mathcal {F}}} par
{\displaystyle V=r{\mathcal {F}}}
et le courant de boucle {\displaystyle I} est relié au flux du noyau {\displaystyle {\dot {\Phi }}} par
{\displaystyle I={\frac {1}{r}}{\frac {\partial \Phi }{\partial t}}}
Le noyau d'un transformateur réel, non idéal, a une perméance {\displaystyle {\mathcal {P}}} finie (réluctance {\displaystyle {\mathcal {R}}} non nulle), de sorte que le flux et la force magnétomotrice totale satisfassent
{\displaystyle \Phi ={\frac {\mathcal {F}}{\mathcal {R}}}={\mathcal {P}}{\mathcal {F}}}
ce qui signifie que dans la boucle du gyrateur
{\displaystyle I={\frac {\mathcal {P}}{r^{2}}}{\frac {\partial V}{\partial t}}}
correspondant à l'introduction d'un condensateur série
{\displaystyle C={\frac {\mathcal {P}}{r^{2}}}}
dans la boucle. Il s'agit de l'analogie capacité-perméance de Buntenbach, ou du modèle gyrateur-condensateur des circuits magnétiques.

## Applications

### Inductance simulée

Exemple de gyrateur simulant une inductance, avec un circuit équivalent approximatif au-dessous. Les deux « Z »_{in} ont des valeurs similaires dans des applications typiques.

Un gyrateur permet de transformer une capacité de charge en inductance. À basse fréquence et faible puissance, le comportement du gyrateur peut être reproduit par un petit amplificateur opérationnel. Cela permet d'intégrer un élément inductif dans un petit circuit électronique ou circuit intégré. Avant l'invention du transistor, des bobines de fil à forte inductance pouvaient être utilisées dans les filtres électroniques. Une inductance peut être remplacée par un ensemble beaucoup plus petit comprenant un condensateur, des amplificateurs opérationnels ou des transistors et des résistances. Ceci est particulièrement utile dans la technologie des circuits intégrés.

#### Fonctionnement
Dans le circuit illustré, un port du gyrateur se trouve entre la borne d'entrée et la masse, tandis que l'autre port est raccordé au condensateur. Le circuit fonctionne en inversant et en multipliant l'effet du condensateur dans un circuit différentiel RC, où la tension aux bornes de la résistance « R » évolue dans le temps de la même manière que la tension aux bornes d'une inductance. La sortie l'amplificateur opérationnel amortit cette tension et la renvoie à l'entrée via la résistance « RL ». L'effet recherché est une impédance de la forme d'une inductance idéale « L » avec une résistance série « RL » :
{\displaystyle Z=R_{L}+j\omega L}
D'après le schéma, l'impédance d'entrée du circuit amplificateur opérationnel est :
{\displaystyle Z_{\text{in}}=(R_{\text{L}}+j\omega R_{L}RC)\parallel \left(R+{\frac {1}{j\omega C}}\right)}
Avec « RLRC » = « L », on constate que l'impédance de l'inductance simulée est l'impédance souhaitée en parallèle avec l'impédance du circuit RC. Dans les conceptions classiques, « R » est choisi suffisamment grand pour que le premier terme domine. Ainsi, l'effet du circuit RC sur l'impédance d'entrée est négligeable :
{\displaystyle Z_{\text{in}}\approx R_{L}+j\omega R_{L}RC}
Cela revient à une résistance « RL » en série avec une inductance « L » = « RLRC ». Il existe une limite pratique à la valeur minimale que « RL » peut prendre, déterminée par la capacité de sortie en courant de l'amplificateur opérationnel.
L'impédance ne peut pas augmenter indéfiniment avec la fréquence, et le second terme limite finalement l'impédance à la valeur de « R ».

#### Comparaison avec des inductances réelles
Les éléments simulés sont des circuits électroniques qui imitent des éléments réels. Ils ne peuvent remplacer les inductances physiques dans toutes les applications possibles, car ils ne possèdent pas toutes les propriétés spécifiques de ces dernières.
Intensité. Dans les applications classiques, l'inductance et la résistance du gyrateur sont bien supérieures à celles d'une inductance physique. Les gyrateurs permettent de créer des inductances allant du microhenry au mégahenry. Les inductances physiques sont généralement limitées à des dizaines de henrys et présentent des résistances série parasites allant de quelques centaines de microohms à quelques kilohms. La résistance parasite d'un gyrateur dépend de la topologie, mais avec la topologie illustrée dans cet article, les résistances série varient généralement de quelques dizaines d'ohms à quelques centaines de kilohms.
Qualité. Les condensateurs physiques sont souvent bien plus proches des condensateurs idéaux que les inductances physiques ne le sont des inductances idéale. De ce fait, une inductance synthétisée, réalisée avec un gyrateur et un condensateur, peut pour certaines applications, être plus proche d'une inductance idéale que n'importe quelle inductance physique). Ainsi, l'utilisation de condensateurs et de gyrateurs peut améliorer la qualité des réseaux de filtres qui seraient autrement construits avec des inductances. De plus, le facteur Q d'une inductance synthétisée est facile à sélectionner. Le facteur Q d'un filtre LC peut être inférieur ou supérieur à celui d'un filtre LC réel. À fréquence égale, l'inductance est bien plus élevée, la capacité bien plus faible, mais la résistance également plus élevée. Les inductances de gyrateur offrent généralement une précision supérieure à celle des inductances physiques, en raison du coût inférieur des condensateurs de précision.
Stockage d'énergie. Les inducteurs simulés ne possèdent pas les propriétés de stockage d'énergie inhérentes aux inducteurs réels, ce qui limite leurs applications de puissance. Le circuit ne peut pas réagir comme un inducteur réel aux variations brusques de tension d'entrée (il ne produit pas de force contre-électromotrice haute tension) ; sa réponse en tension est limitée par l'alimentation. Comme les gyrateurs utilisent des circuits actifs, ils ne fonctionnent comme gyrateurs que dans la plage d'alimentation de l'élément actif. Par conséquent, ils ne sont généralement pas très utiles pour les situations nécessitant une simulation du retour de tension des inducteurs, où une forte pointe de tension se produit lors d'une interruption de courant. La réponse transitoire d'un gyrateur est limitée par la bande passante du composant actif du circuit et par l'alimentation.
Externalités. Les inducteurs simulés ne réagissent pas aux champs magnétiques externes et aux matériaux perméables de la même manière que les inducteurs réels. De plus, ils ne créent pas de champs magnétiques ni n'induisent de courants dans les conducteurs externes comme le font les inducteurs réels. Cela limite leur utilisation dans des applications telles que les capteurs, les détecteurs et les transducteurs.
Mise à la terre. Le fait qu'un côté de l'inducteur simulé soit mis à la terre limite les applications possibles (les inducteurs réels sont flottants). Cette limitation peut exclure son utilisation dans certains filtres passe-bas et coupe-bande. Cependant, le gyrateur peut être utilisé en configuration flottante avec un autre gyrateur, à condition que les masses flottantes soient reliées entre elles. Cela permet d'obtenir un gyrateur flottant, mais l'inductance simulée aux bornes d'entrée de la paire de gyrateurs doit être divisée par deux pour chaque gyrateur afin de garantir l'inductance souhaitée (l'impédance des inductances en série s'additionne). Cette méthode n'est généralement pas utilisée, car elle nécessite encore plus de composants que dans une configuration standard et l'inductance résultante est le résultat de deux inductances simulées, chacune ayant la moitié de l'inductance souhaitée.

## Inversion d'impédance
Dans les circuits hyperfréquences, l'inversion d'impédance peut être obtenue en utilisant une ligne quart d'onde plutôt qu'un gyrateur. Le transformateur quart d'onde est un dispositif passif beaucoup plus simple à construire qu'un gyrateur. Contrairement à ce dernier, le transformateur est un composant réciproque. Le transformateur est un exemple de circuit à éléments distribués (en).

## Dans d'autres domaines
Des analogues du gyrateur existent dans d'autres domaines énergétiques. L'analogie avec le gyroscope mécanique a déjà été soulignée dans la section sur le nom. De plus, lorsque des systèmes impliquant plusieurs domaines énergétiques sont analysés comme un système unifié par des analogies, telles que les analogies électro-mécaniques, les transducteurs entre les domaines sont considérés comme des transformateurs ou des gyrateurs, selon les variables qu'ils traduisent. Les transducteurs électromagnétiques convertissent le courant en force et la vitesse en tension. Cependant, dans l'analogie de l'impédance, la force est l'analogue de la tension et la vitesse est l'analogue du courant ; les transducteurs électromagnétiques sont donc des gyrateurs dans cette analogie. En revanche, selon la même analogie, les transducteurs piézoélectriques sont des transformateurs.
Ainsi, une autre façon de fabriquer un gyrateur électrique passif consiste à utiliser des transducteurs pour effectuer un passage vers le domaine mécanique et inversement, à l'instar des filtres mécaniques. Un tel gyrateur peut être fabriqué à partir d'un seul élément mécanique en utilisant un matériau multiferroïque grâce à son effet magnétoélectrique (en). Par exemple, une bobine parcourue par un courant enroulée autour d'un matériau multiferroïque provoquera des vibrations grâce à la propriété magnétostrictive de ce matériau. Cette vibration induit une tension entre les électrodes intégrées au matériau grâce à la propriété piézoélectrique du multiferroïque. L'effet global est de transformer un courant en tension, ce qui entraîne une action gyroscopique,,.